# Cantón de Pange
El cantón de Pange era una división administrativa francesa, que estaba situada en el departamento de Mosela y la región de Lorena.

## Composición
El cantón estaba formado por treinta y una comunas:
- Ancerville
- Ars-Laquenexy
- Aube
- Bazoncourt
- Béchy
- Beux
- Chanville
- Coincy
- Colligny
- Courcelles-Chaussy
- Courcelles-sur-Nied
- Flocourt
- Laquenexy
- Lemud
- Luppy
- Maizeroy
- Maizery
- Marsilly
- Montoy-Flanville
- Ogy
- Pange
- Raville
- Rémilly
- Retonfey
- Sanry-sur-Nied
- Servigny-lès-Raville
- Silly-sur-Nied
- Sorbey
- Thimonville
- Tragny
- Villers-Stoncourt

## Supresión del cantón de Pange
En aplicación del Decreto nº 2014-183 de 18 de febrero de 2014, el cantón de Pange fue suprimido el 22 de marzo de 2015 y sus 31 comunas pasaron a formar parte; diecinueve del nuevo cantón de País de Messin y doce del nuevo cantón de Faulquemont.